# Château de Lancrau
Le château de Lancrau est un château situé à Champtocé-sur-Loire, en France.
L'édifice, bâti au 16e siècle et restauré au 19e siècle, est inscrit partiellement (chapelle) au titre des monuments historiques en 1963.

## Localisation
Le château est situé dans le département français de Maine-et-Loire, sur la commune de Champtocé-sur-Loire.